# Karasie (rejon głębocki)
Karasie (biał. Карасі; ros. Караси) – wieś na Białorusi, w obwodzie witebskim, w rejonie głębockim, w sielsowiecie Łomasze.

## Historia
W czasach zaborów w powiecie dzisieńskim, w guberni wileńskiej Imperium Rosyjskiego.
W latach 1921–1945 wieś leżała w Polsce, w województwie wileńskim, w powiecie dziśnieńskim w gminie Orzechowo, od 1923 roku w gminie Prozoroki.
Według Powszechnego Spisu Ludności z 1921 roku zamieszkiwało tu 64 osoby, 1 była wyznania rzymskokatolickiego a 63 prawosławnego. Jednocześnie 1 mieszkaniec zadeklarował polską a 63 białoruską przynależność narodową. Było tu 16 budynków mieszkalnych. W 1931 w 12 domach zamieszkiwało 85 osób.
Wierni należeli do parafii rzymskokatolickiej i prawosławnej w Prozorokach. Miejscowość podlegała pod Sąd Grodzki w Głębokiem i Okręgowy w Wilnie; właściwy urząd pocztowy mieścił się w Prozorokach.
W wyniku napaści ZSRR na Polskę we wrześniu 1939 miejscowość znalazła się pod okupacją sowiecką. 2 listopada została włączona do Białoruskiej SRR. Od czerwca 1941 roku pod okupacją niemiecką. W 1944 miejscowość została ponownie zajęta przez wojska sowieckie i włączona do Białoruskiej SRR.
Od 1991 w składzie niepodległej Białorusi.